# Dicranophragma (Dicranophragma) retractum
Dicranophragma (Dicranophragma) retractum is een tweevleugelige uit de familie steltmuggen (Limoniidae). De soort komt voor in het Oriëntaals gebied.